# 2-formilpiridina
La 2-formilpiridina, también comúnmente denominada piridina-2-carboxaldehído, es un compuesto orgánico de fórmula NC5H4CHO. Es un líquido aceitoso incoloro de olor distintivo. Las muestras más antiguas a menudo son de color marrón debido a las impurezas. Sirve como precursor de otros compuestos de interés en química de coordinación y productos farmacéuticos. Los aldehídos de piridina se preparan típicamente por oxidación de las hidroximetil- o metilpiridinas.

## Reacciones y usos
La droga pralidoxima se puede producir a partir de la 2-formilpiridina.
El grupo funcional aldehído está expuesto a ataque nucleofílico, específicamente por aminas, que generan bases de Schiff, las cuales sirven como ligandos bidentados. Los complejos de iminopiridina pueden ser notablemente robustos.